# Fairview (Alberta)
Fairview es un pueblo canadiense situado en la provincia de Alberta.

## Superficie
Fairview tiene una superficie de 10,67 km².

## Demografía
En 2021, tenía 2817 habitantes, una densidad poblacional de 263,9 hab./km², y 1376 viviendas.